# L'avvocato De Gregorio
L'avvocato De Gregorio è un film del 2003 diretto da Pasquale Squitieri.
Questo film è riconosciuto come d'interesse culturale nazionale dalla Direzione generale Cinema e audiovisivo del Ministero per i beni e le attività culturali e per il turismo italiano, in base alla delibera ministeriale del 11 febbraio 2002.

## Trama
L'avvocato Antonio De Gregorio è un relitto del passato, costretto ad abbandonare il tribunale a seguito di un tentativo di truffa operato per affrontare le cure costose del figlio malato, allorquando aveva truffato un cliente ed era stato condannato ed emarginato. De Gregorio vive in uno scalcinato palazzo di Spaccanapoli, odiando tutto quel che gli sta intorno, compreso la camorra.
L'incontro con Nunziatina, che si prostituisce a seguito della morte del marito, e la scoperta che quest'ultimo era rimasto vittima di un incidente sul lavoro mascherato da sciagura stradale, lo convinceranno a tornare alla professione, e grazie al magistrato Foloni, disposto a dargli credito nella sua battaglia legale, De Gregorio potrà riacquistare la sua dignità umana e professionale.